# Св. св. Петър и Павел (Агларци)
Вижте пояснителната страница за други значения на Свети апостоли Петър и Павел.
„Св. св. Петър и Павел“ (на македонска литературна норма: „Свети Петар и Павле“) е възрожденска църква на битолските села Горно и Долно Агларци, част от Преспанско-Пелагонийската епархия на Македонската православна църква – Охридска архиепископия. Издигната е в XIX век, но през Първата световна война, когато през района минава фронтовата линия, църквата е цялостно разрушена. В 1980 година е обновена. Фасадата е украсена с червени декоративни тухви. Храмът е двукорабен, с вход на южната страна, декорирана с фрески и икони. Църквата има два трема – единият за жителите на Горно, а другият за тези на Долно Агларци. Едното село празнува на Петровден 12, а другото на Павловден – 13 юни. Иконите в храма са дело на прилепския зограф Иван Апостолов.